# Сан Кристофоро (Кунео)
Сан Кристофоро је насеље у Италији у округу Кунео, региону Пијемонт.
Према процени из 2011. у насељу је живело 66 становника. Насеље се налази на надморској висини од 438 м.